# القائد العام للقوات المسلحة (مصر)
القائد العام للقوات المسلحة المصرية هو المنصب الأعلى بالقوات المسلحة المصرية والمسئول عن جميع شئونها ويكلف أحد ضباطه الكبار بمهمة رئاسة الأركان، وتخضع جميع أفرع ومناطق وقوات وهيئات وأجهزة وإدارات القوات المسلحة لقيادة وزارة الدفاع التي يترأسها القائد العام، ويشغل هذا المنصب حالياً الفريق أول عبد المجيد صقر وزير الدفاع والإنتاج الحربي. والقائد الأعلى للقوات المسلحة هو رئيس الجمهورية طبقاً لما تنص عليه الدساتير المصرية بدءاً بدستور 1954 وحتى دستور 2014، منذ ثورة يوليو 1952 وحدث تغييرات كثيرة. كان محمد نجيب القائد العام للقوات المسلحة حتى سبتمبر 1952 ومن ثم أصبح وزير دفاع والقائد العام للقوات المسلحة. ثم جاء "عبد اللطيف البغدادي" وصلاح سالم وزراء دفاع فقط في عامي 1953 و1954، حينما كان آنذاك عبد الحكيم عامر هو القائد العام. وفي أغسطس عام 1954، جمع عبد الحكيم عامر بين المنصبين قائد العام للقوات المسلحة ووزير الحربية لعام 1962. في العام نفسه حصل الخلاف المشهور بين عامر وناصر ويقال في روايات متواترة أن منزل عبد الناصر تم توجيه الدبابات تجاهه. حاول عبد الناصر الضغط على عامر. فتم وحصل على منصب وزير الحربية وعين فيه مهندس وهو محمد عبد الوهاب البشري" من 1962 إلى 1966، وتم تعيين محمد فوزي خلفاً لفريد سلام رئيس للاركان 1964. عبد الحكيم عامر استمر في السيطرة على الجيش إلى أن تنحى البشري عام 1966 وأحظر "شمس بدران". بعد حرب 1967 "عبد الناصر" عين "عبد الوهاب البشري" مرة أجرى وزير دفاع حوالي اسبوعين وثم عيّن "أمين هويدي" رئيس المخابرات الجديد وزيراً للحربية. بينما تم ترقية "محمد فوزي" من منصب رئيس الأركان إلى منصب القائد العام. ولكن في فبراير عام 1968 تم توحيد المنصبين استعدادا لحرب الاستنزاف لتسهيل القيادة والسيطرة. وأصبح من ذلك الحين وزير الدفاع هو القائد العام للقوات المسلحة في منصبين موحدين.